# Диксон, Дэвид (актёр)
Дэвид Диксон (родился 28 октября 1947) — британский актёр и сценарист.
Самая известная роль — роль Форда Префекта в телевизионном сериале ВВС «Автостопом по галактике» (1981). Он также получил хорошие отзывы критиков за роль Ариэля в телеверсии BBC пьесы «Буря»(1980).
Позже Диксон снова присоединился к «Путеводителю», озвучив эпизодических персонажей Ecological Man и Zirzla Leader в двадцатом эпизоде радиопостановки (en:Fit the Twentieth), в то время как Джеффри Макгиверн исполнил роль Форда.
Несмотря на относительно редкие роли, Дэвид Диксон на протяжении многих лет приобрел преданных поклонников в Интернете, которые называют себя «диксонитами».

## Фильмография
- The Magician’s Wife (короткометражка) (2010) — Lawrence Patterson
- Анна Каренина (мини-сериал) (2000) — адвокат
- Original Sin (сериал) (1997) — Dr. Wardle
- Circles of Deceit: Dark Secret (ТВ) (1995) — DI Ransome
- Детектив Джек Фрост (сериал) (1992) — Barry Curzon
- Криминальная история (сериал) (1992—1995) — Dean
- Бун (сериал) (1986—1992) — DS Don Speed
- Чисто английское убийство (1984—2010) — Brian Vaughan
- Миссионер (1982) — Young Man
- Автостопом по галактике (1981) — Ford Prefect
- Буря (ТВ) (1980) — Ariel
- Лилли (мини-сериал) (1978) — Prince Leopold
- A Horseman Riding By (сериал) (1978) — Keith Horsey
- The South Bank Show (сериал) (1978) — Ford Prefect
- Escort Girls (1975) — Hugh Lloyd
- Летучий отряд Скотланд-Ярда (сериал) (1975—1978) — Andy Deacon
- Death or Glory Boy (сериал) (1974) — Ramsey
- Семейная вражда (сериал) (1970—1972) — Robert Ashton
- Повседневные игры (сериал) (1970—1984) — Klaus Miller
- Автомобили Z (сериал) (1962—1978) — Rob